# Igreja de Santa Maria (Coity Higher)

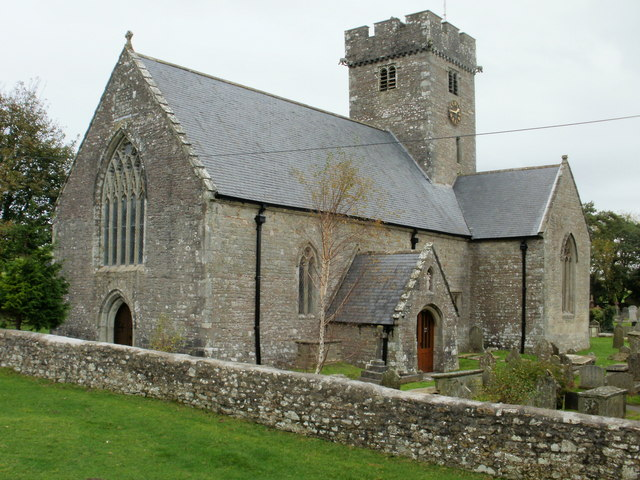
Igreja de Santa Maria, Coity Higher

A Igreja de Santa Maria é uma igreja em Coity Higher, Bridgend County Borough, no sul do País de Gales. A igreja data essencialmente do século XIV, embora algumas alterações significativas tenham sido acrescentadas no século XVI. A igreja foi amplamente renovada por J. Pritchard e JP Seddon em 1860. A fonte octogonal data do século XIX, enquanto o púlpito foi instalado em 1942. A Igreja de Santa Maria tornou-se um edifício listado como Grau I em 26 de julho de 1963.